# Edvin Persson
Edvin Sigfrid Persson, född 15 februari 1908 i Båstad i Skåne, död 15 september 1966 i Båstad, var en svensk  falskmyntare, cykelreparatör, guldsmed, silversmed, alkemist och mekaniker.

## Edvin Perssons barndom
Mycket lite är känt om Edvin Perssons barndom mer än att han skall ha fått sitt smeknamn Sejla  som ett öknamn då han vid högläsning i småskolan, trots påpekande från läraren, envisades med att felaktigt uttala ordet segla som sejla.

## Cykelreparatören
Tillsammans med sin fem år äldre bror Arnold bedrev Edvin Persson i början av 1930-talet en cykelverkstad i bostaden på Mejerivägen i Båstad.

## Falskmyntaren
På grund av en ofördelaktig taxering ansåg Edvin Persson att staten stod i skuld till honom. Med inspiration från en roman av Jack London räknade han ut exakt hur många tvåkronor som skulle behöva "tömmas" på silver för att han skulle återvinna de pengar han ansåg att staten var skyldig honom, men han verkar inte ha tagit hänsyn till det omfattande arbetet i sin beräkning. Tvåkronor, vilka på 1930-talet innehöll rent silver, sågades igenom på högkant och silverspånen togs tillvara. När så bara två tunna plåtar med präglingen återstod placerades en mässingsskiva mellan dessa och myntet löddes ihop för att slutligen försilvras på elektrolytisk väg. Förfalskningarna var så skickligt utförda att det var omöjligt att skilja de falska mynten från de äkta med blotta ögat.

## Avslöjande och dom
I början av 1936 spreds nyheten att ett antal falska tvåkronor påträffats i Båstad. Upptäckten gjordes genom att mynten, då de huvudsakligen bestod av mässing, gav ifrån sig en annorlunda klang. Kontrollvägning gav också vid handen att de falska mynten var flera gram lättare än de äkta. De falska mynten väckte stor uppståndelse, såväl på lokal som nationell nivå. Polisen i Båstad fick hjälp med att utreda brottet av experter från Stockholmspolisen och från Myntverket. När Edvin Perssons mor sedermera kunde bindas till att ha handlat för en falsk tvåkrona ledde spaningarna snart fram till Edvin Persson. Vid en husrannsakan påträffades en mängd olika verktyg som kunde kopplas ihop med falskmynteri.
Den 16 november 1936 dömdes Edvin Persson för falskmynteri av häradsrätten. Han straffriförklarades dock på grund av ett psykiatriskt utlåtande, där det slogs fast att han var otillräknelig. Efter domen togs han in på mentalsjukhus. I utlåtandet slogs också fast att Edvin Persson inte kunde anses som farlig för sin omgivning, tvärtom framhöll läkaren att han ansåg att Edvin Persson var en av de trevligaste personer han träffat.

## Efter frigivningen
Edvin Person startade efter frigivningen från mentalsjukhuset ett företag i Båstad med inriktning på guldsmide och handel med ädla metaller. Samtidigt som han var en uppskattad person, framför allt på grund av sina finmekaniska kunskaper, verkar hans hat mot stat och överhet ha fördjupats. Polis, sotare, elavläsare – ingen som kunde ses som en representant för överheten släpptes in i bostaden. Han hävdade att hans hus var minerat och talade om att göra revolution. Han påstod sig också ha uppfunnit ett kraftfullt sprängmedel som han kallade för Personit.

## Alkemist
Edvin Persson påstod också under 1940-talet att han uppfunnit ett sätt att göra guld. Han kontaktade  tidningar i Båstad och erbjöd sig att hålla en demonstration på Lunds universitet vilket dock universitetet inte ville gå med på varför demonstrationen aldrig kom till stånd.

## Edvin Persons död
Edvin Persson dog 15 september 1966 i en hjärtinfarkt. Året efter dog också brodern Arnold. När boutredningen skulle genomföras tillkallades bombexperter. Inget hände dock när man gick in i huset. Från källorna är det omöjligt att avgöra om huset verkligen var minerat men när man på soptippen i Dala skulle bränna Edvin Perssons gångkläder exploderade dessa, dock utan att någon kom till skada.